# Ouagne
Ouagne é uma comuna francesa na região administrativa de Borgonha-Franco-Condado, no departamento Nièvre. Estende-se por uma área de 11,5 km². Em 2010 a comuna tinha 152 habitantes (densidade: 13,2 hab./km²).